# Stati Uniti d'America ai Giochi della IV Olimpiade
Gli Stati Uniti d'America parteciparono ai Giochi della IV Olimpiade che si sono svolti a Londra dal 25 agosto all'11 settembre 1908, con una delegazione di 122 atleti impegnati in dieci discipline.